# NGC 6045
NGC 6045是在星座武仙座的一個棒旋星系，距離地球約4.5億光年。NGC 6045是天文學家路易斯·斯威夫特在1886年6月27日發現的，並且是武仙座星系團的成員。它也是一個LINER星系。

## 可能的交互作用
NGC 6045在X射線和紅外線這兩種波段下都非常明亮。X射線和紅外線中的這種高亮度被認為是星系中星爆事件的結果。人們認為星爆事件是由與其它星系的交互作用或合併引起的。此外，NGC 6045有一個扭曲的圓盤，這可能是與在附近（〜320,000 ly（97 kpc））的橢圓星系NGC 6047交互作用造成的。

## 外部連結
- WikiSky上关于NGC 6045的内容：DSS2, SDSS, GALEX, IRAS, 氢α, X射线, 天文照片, 天图, 文章和图片